# Кавенчин (Вжесінський повіт)
Кавенчин (пол. Kawęczyn, нім. Rübenau) — село в Польщі, у гміні Вжесня Вжесінського повіту Великопольського воєводства.
Населення — 72 особи (2011).
У 1975-1998 роках село належало до Познанського воєводства.

## Демографія
Демографічна структура станом на 31 березня 2011 року:
|          | Загалом | Допрацездатний вік | Працездатний вік | Постпрацездатний вік |
| -------- | ------- | ------------------ | ---------------- | -------------------- |
| Чоловіки | 39      | 13                 | 25               | 1                    |
| Жінки    | 33      | 10                 | 18               | 5                    |
| Разом    | 72      | 23                 | 43               | 6                    |